# ۲-متیل-۲٬۴پنتان‌دیول
۲-متیل-۲،۴پنتان‌دیول (به انگلیسی: 2-Methyl-2,4-pentanediol) یک ترکیب شیمیایی با شناسه پاب‌کم ۷۸۷۰ است. 